# Nevertheless, she persisted

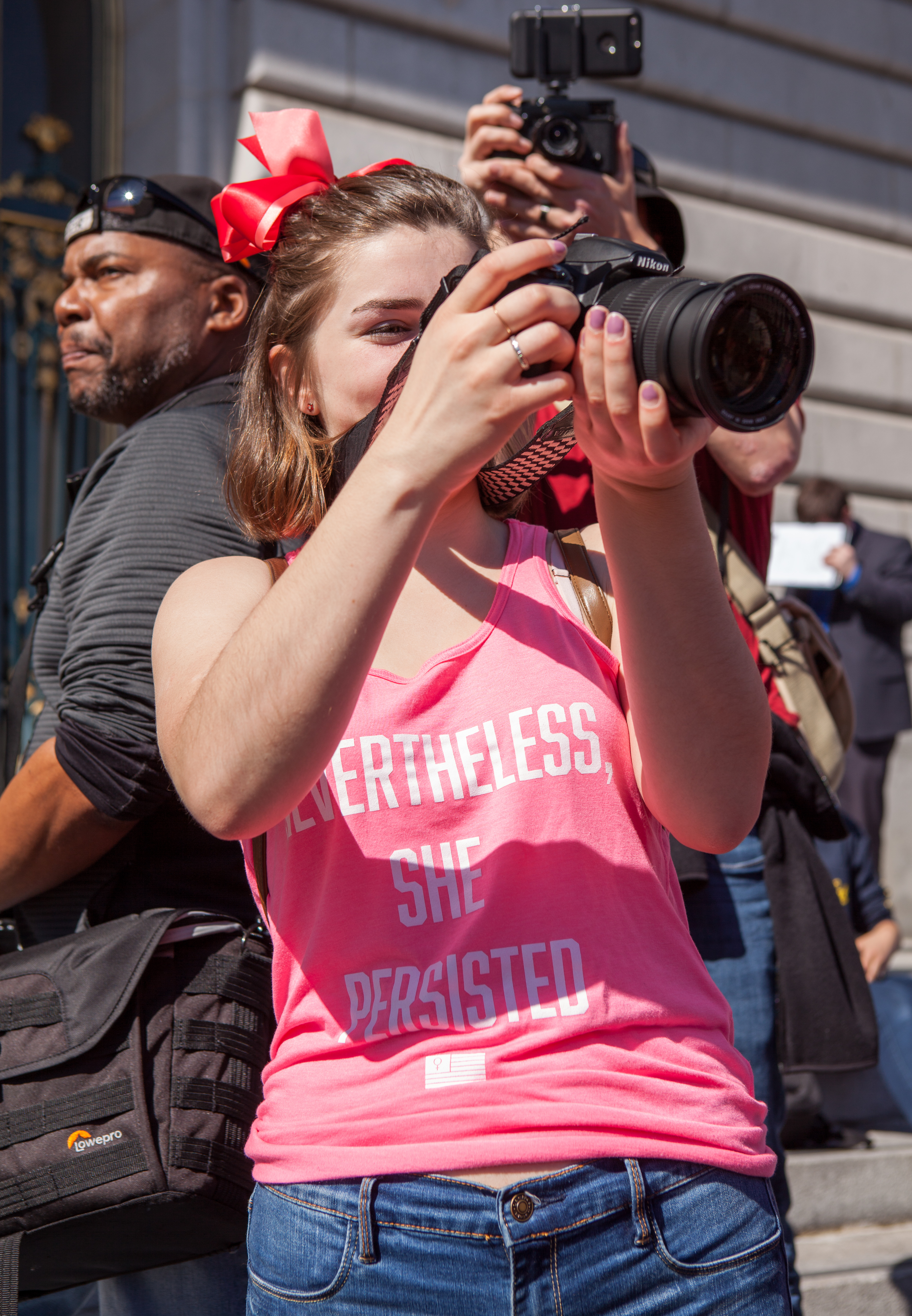
Uma participante de um evento comemorativo ao Dia Internacional da Mulher usando uma blusa com os dizeres "Nevertheless, she persisted".

"Nevertheless, she persisted" (em português: "Apesar disso, ela persistiu") é uma expressão adotada pelo movimento feminista, especialmente nos Estados Unidos. Tornou-se popular em 2017 depois que o Senado dos Estados Unidos votou para silenciar as objeções da Senadora Elizabeth Warren à confirmação do Senador Jeff Sessions como Procurador-geral. O Líder da Maioria, Mitch McConnell, proferiu esta frase durante os comentários posteriores à votação em um esforço para defender as ações do Senado e culpar Warren.
A expressão tornou-se viral quando os feministas publicaram-a como hashtag em referência a outras mulheres. Os críticos conservadores arguiram que as comparações entre Warren e outras ativistas políticas eram inadequadas. O seu significado expandiu-se para se referir à persistência das mulheres para romper barreiras, apesar de serem silenciadas ou ignoradas.

## Contexto

### Debate no Senado sobre a confirmação de Jeff Sessions

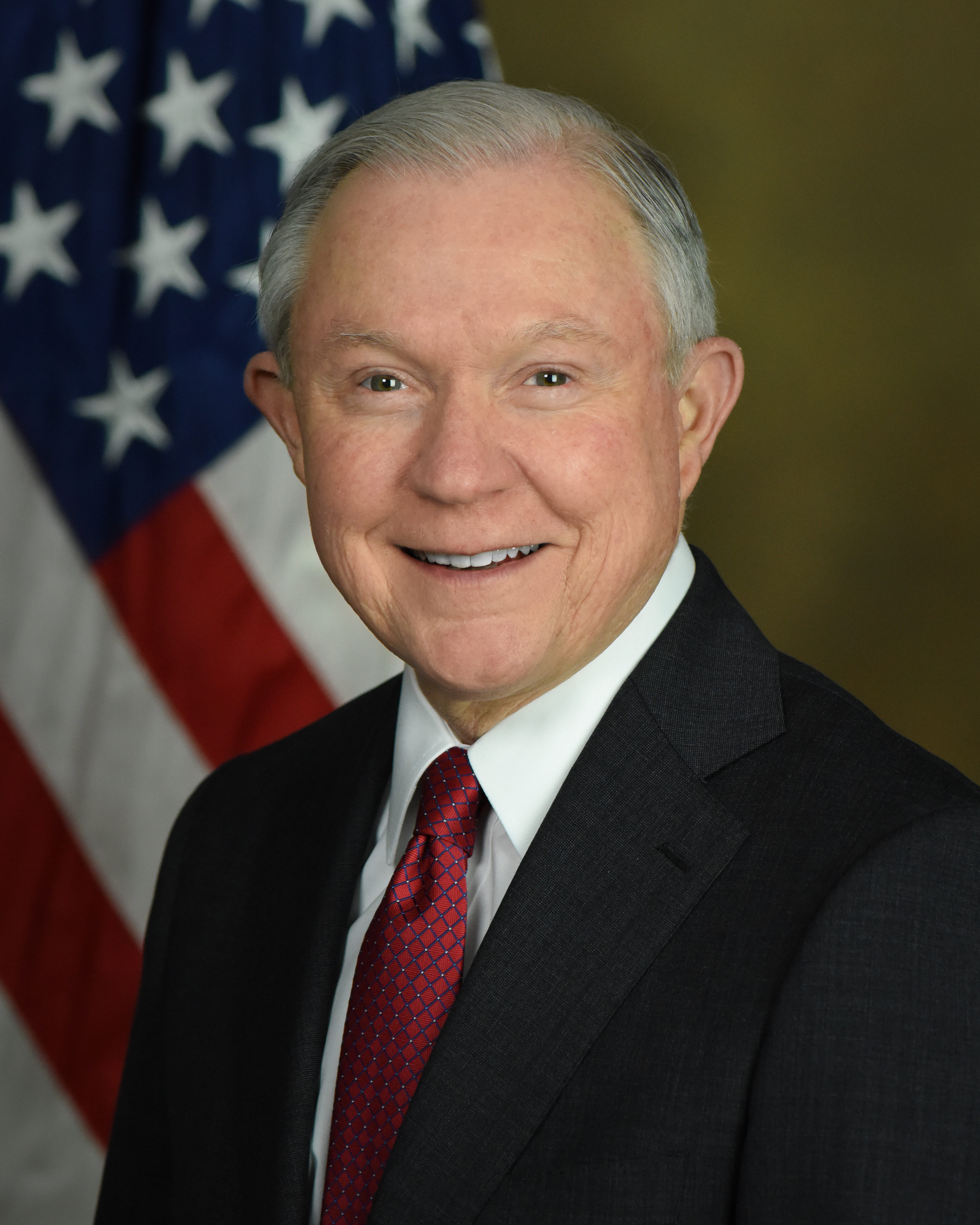
Jeff Sessions

Em 7 de fevereiro de 2017, o Senado dos Estados Unidos debateu a confirmação do Senador Jeff Sessions, republicano do Alabama, indicado para o cargo de Procurador-geral pelo Presidente Donald Trump. A Senadora Elizabeth Warren, democrata de Massachusetts, discursou contra a confirmação, criticando seu histórico em relação aos direitos civis.
A Senadora Warren recordou uma declaração de 1986 do Senador Ted Kennedy sobre a nomeação de Sessions para o cargo de juiz de um tribunal federal, quando Kennedy afirmou: "Ele [Sessions] é, acredito, uma desgraça para o Departamento de Justiça, e deve desistir de sua nomeação e renunciar ao seu cargo." Warren, então, disse que acompanharia a opinião que o Senador Kennedy teve e, assim como ele fez, votaria contra a nomeação do Senador Sessions.
A Senadora Warren continuou lendo uma carta que Coretta Scott King havia escrito ao Comitê do Judiciário do Senado em 1986:
"Líderes de direitos civis, incluindo meu marido e Albert Turner, lutaram por muito tempo e conseguiram acesso livre e irrestrito às urnas. O Sr. SESSIONS usou o incrível poder de seu cargo para desencorajar o livre exercício do voto dos cidadãos negros no distrito que agora procura servir como juiz federal. Isso simplesmente não pode ser permitido. A conduta do Sr. SESSIONS como Procurador dos EUA, de seus processos referentes a fraudes eleitorais com motivação política quanto a sua indiferença em relação a violações criminais das leis de direitos civis, indica que ele não tem temperamento, equidade e juízo para ser um juiz federal."
— Coretta Scott King

### Regra XIX do Senado
Enquanto Warren estava lendo a carta de King, o Senador Steve Daines, republicano de Montana, que estava presidindo a sessão, a interrompeu, lembrando-a da Regra XIX do Senado. Esta regra, em uso desde 1902, estipula que "nenhum Senador em debate deve, direta ou indiretamente, por qualquer forma, imputar a outro Senador ou a outros Senadores qualquer conduta ou motivo indigno ou indecente para um Senador." Warren defendeu-se afirmando que só havia dito que o ex-senador Kennedy chamou Sessions de uma desgraça, e questionou se a leitura da carta de King, gravada nos registros do Senado em 1986, era uma violação das regras do Senado.

### Objeção do Senador McConnell
Enquanto a Senadora Warren continuou lendo a carta, o Líder da Maioria do Senado, Mitch McConnell, republicano do Kentucky, interrompeu-a, dizendo: "A Senadora pôs em causa os motivos e a conduta de nosso colega do Alabama, conforme advertido pelo Presidente." A objeção do Senador McConnell referiu-se a parte do discurso de King em que ela acusa Sessions de tentar impedir que os negros votassem.
Warren disse que estava "surpresa com o fato de as palavras de Coretta Scott King não serem adequadas para um debate no Senado dos Estados Unidos", e pediu para continuar. O Senador Daines perguntou se havia objeção. O Senador McConnell apresentou uma objeção, e então Daines convocou uma votação sobre o assunto, dizendo: "A Senadora ocupará seu assento", impedindo Warren de continuar. O Senado votou para sustentar a objeção de McConnell, em uma votação de 49-43, que seguiu as linhas partidárias, impedindo que Warren discursasse durante o período restante das audiências de confirmação de Sessions.
As audiências referentes a confirmação da nomeação de Sessions duraram mais trinta horas, e os democratas se opuseram a medida tomada pelo Senado contra Warren. O Senador Jeff Merkley, democrata de Oregon, posteriormente leu a carta de Coretta Scott King, não recebendo objeção de nenhum outro Senador. O Senador Cory Booker, democrata de Nova Jersey, ressaltou que a carta já estava no registro do Congresso desde 1986.

### Após a votação
Após a decisão do Senado de silenciar a Senadora Warren, o Senador McConnell afirmou:
"A Senadora Warren estava dando um longo discurso. Ela parecia violar a regra.
Ela foi avisada. Ela recebeu uma explicação. Apesar disso, ela persistiu."

## Reações

### Grito de guerra

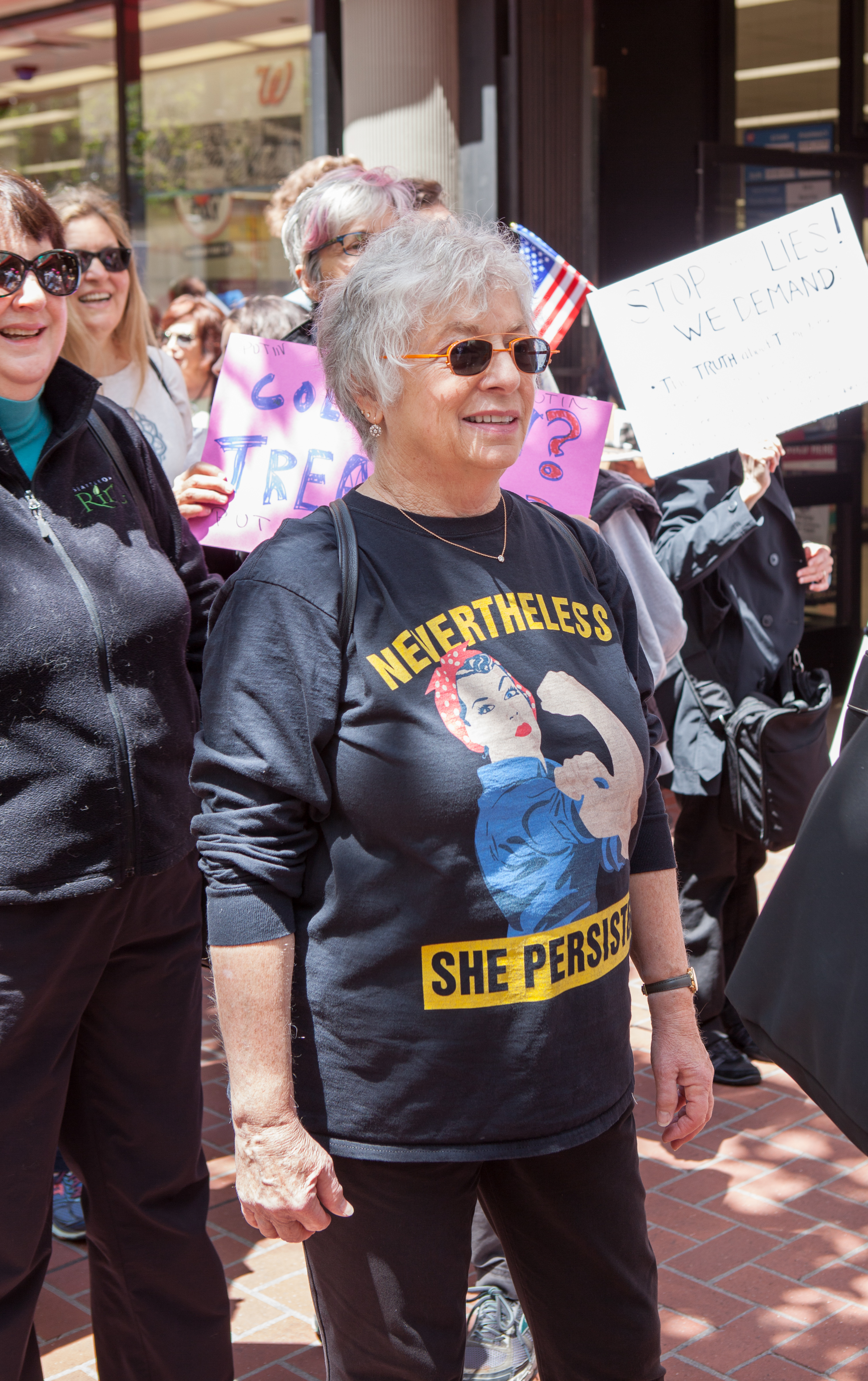
Uma manifestante vestindo uma camisa com a frase "Nevertheless She Persisted" e uma imagem de Rosie the Riveter em um protesto em São Francisco.

Feministas e apoiadores da Senadora Warren imediatamente adotaram como um grito de guerra a frase "Nevertheless, she Persisted". O meme foi referenciado com hashtags como "#Shepersisted" e "#LetLizspeak" ("Deixe Liz [apelido dado a Warren] Falar", em português), e tem sido considerado a hashtag-lema para mulheres prontas para quebrar barreiras. De acordo com a BuzzFeed, a citação foi compartilhada nas mídias sociais, juntamente com imagens de mulheres fortes "que se recusaram a ser silenciadas." Amy Wang, do The Washington Post, observou,
"Se os senadores republicanos tinham a intenção de minimizar a mensagem de Warren, a decisão surtiu um efeito colateral—severamente. Seus apoiadores imediatamente se apoderaram da frase de McConnell—dando a Warren um megafone muito maior do que se simplesmente a tivessem deixado continuar discursando no que havia sido uma câmara vazia."
No programa "All Things Considered", da Rádio Pública Nacional, Scott Detrow disse que a frase "Nevertheless, she persisted" tornou-se a nova "Nasty Woman" ("Mulher Desagradável", em português), um grito de guerra derivado de uma frase dita por Donald Trump sobre Hillary Clinton no último debate da eleição presidencial de 2016, em outubro daquele ano.

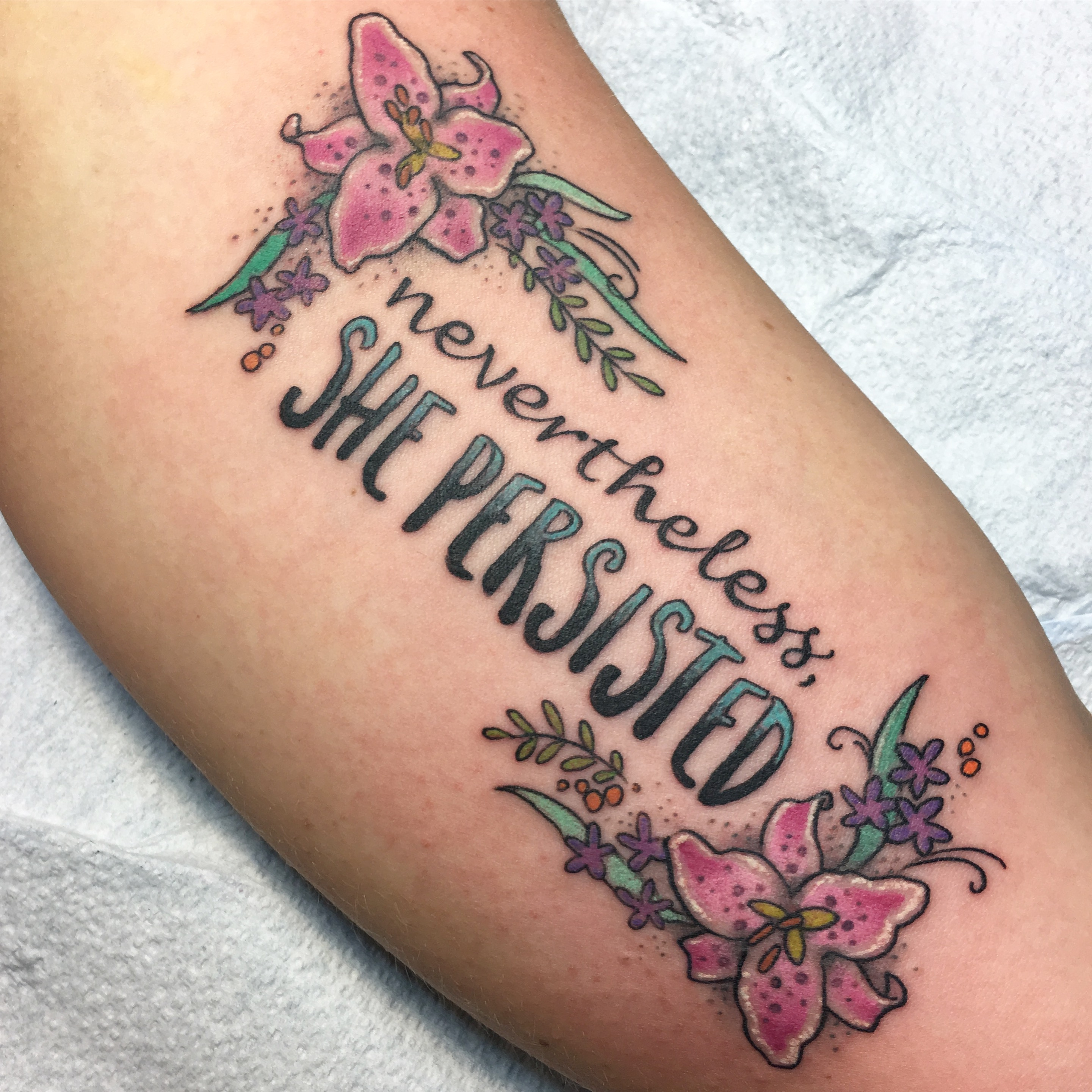
Uma tatuagem, feita por Erica Flannes, com a frase "Nevertheless, she persisted".

Megan Garber, escrevendo para a The Atlantic, observou que "Nevertheless, she persisted" apareceu na internet ao lado de "imagens não apenas de Warren e King, mas também de Harriet Tubman, e Malala Yousafzai, e Beyoncé, e Emmeline Pankhurst, e Gabby Giffords, e Michelle Obama, e Hillary Clinton, e a Princesa Leia. Acompanhou tags que celebraram #TheResistance ("A Resistência", em português)." Hillary Clinton publicou no Twitter: "Ela foi avisada. Ela recebeu uma explicação. Apesar disso, ela persistiu. Então todos nós devemos." O meme também apareceu em mercadorias e inspirou tatuagens.

### Conservadores
Outras pessoas tiveram opiniões menos favoráveis ao uso da frase e sua aplicação a Warren. Charlotte Allen, do The Weekly Standard, sugeriu que #Shepersisted era mais uma tática de marketing de Warren, uma possível candidata a Presidente. O caso também foi discutido no contexto da possível candidatura presidencial da Senadora Warren por David Harsanyi, da National Review, que se referiu à Regra XIX como "uma regra arbitrária e inibidora de fala que não deveria ser usada." Também na National Review, Alexandra Desanctis escreveu que o meme estava "acolhendo inúmeras comparações inapropriadas entre Warren e ativistas políticas de todo o mundo." Desanctis continuou:
"Tubman e Truth foram escravizadas e espancadas, Anthony e Stanton foram negadas o direito a votar, Parks foi jogada na prisão, e Yousafzai foi baleada no cérebro. Warren ficou no Senado dos EUA insistindo que o "racismo, o sexismo e o fanatismo" de Sessions são perigosos para as liberdades americanas, uma afirmação que é duvidosa, na melhor das hipóteses. A ideia de que ela fez qualquer coisa, mesmo remotamente comparável a essas mulheres, é ridícula, na melhor das hipóteses. E, na pior das hipóteses, trivializa a coragem daquelas em cuja companhia coloca Warren e faz uma zombaria de sua contribuição para a democracia."

## Nota
- Este artigo foi inicialmente traduzido, total ou parcialmente, do artigo da Wikipédia em inglês cujo título é «Nevertheless, she persisted», especificamente desta versão.